# Idaea alicantaria
Idaea alicantaria là một loài bướm đêm trong họ Geometridae.